# Jhonny Caicedo
Pour les articles homonymes, voir Caicedo.
Caicedo  Romo est un nom espagnol. Le premier nom de famille, en général paternel, est Caicedo ; le second, en général maternel, souvent omis, est Romo.
Jhonny Fernando Caicedo Romo (né le 13 décembre 1987 à Tulcán) est un coureur cycliste équatorien. Son frère aîné Pablo est également coureur cycliste.

## Biographie
Pour sa première saison au haut niveau en 2008, il participe à son tour national. Il y remporte la sixième étape en réglant au sprint ses deux compagnons d'échappés.

## Palmarès
- 2008
  - 6e étape du Tour de l'Équateur
- 2009
  - Tour de Carchi :
    - Classement général
    - 2e étape

  - 4e et 9e étapes du Tour de l'Équateur
- 2010
  - Clásica International de Tulcán :
    - Classement général
    - 1re étape
- 2012
  - 1re étape du Tour de l'Équateur
- 2013
  - 6e étape du Tour de l'Équateur
- 2014
  - 3e du Tour du sud de la Bolivie
- 2015
  - 3e du championnat d'Équateur du contre-la-montre

## Classements mondiaux
| Année            | 2009 | 2010 | 2011 | 2012 | 2013 | 2014 | 2015 |
| ---------------- | ---- | ---- | ---- | ---- | ---- | ---- | ---- |
| UCI America Tour | 247e | 101e |      |      |      | 151e | 429e |